# كيت بريفرمان
كيت بريفرمان (بالإنجليزية: Kate Braverman)‏ (فبراير 1950، فيلادلفيا في الولايات المتحدة - 13 أكتوبر 2019، سانتا فيه في الولايات المتحدة)؛ كاتِبة، شاعرة وروائية أمريكية. درست في جامعة كاليفورنيا.